# Richard B. Hays
Richard B. Hays (* 4. Mai 1948 in Oklahoma City, Oklahoma, Vereinigte Staaten von Amerika; † 3. Januar 2025 in Nashville, Tennessee, Vereinigte Staaten von Amerika) war Professor für Neues Testament an der Duke University, in Durham, North Carolina. Er gilt als einer der führenden Neutestamentler und befasste sich besonders mit der Ethik des Neuen Testaments, den Paulusbriefen und der frühchristlichen Interpretation des Alten Testaments.

## Leben
Richard Hays machte 1970 seinen Bachelor of Arts in englischer Literatur an der Yale University, den Master of Divinity 1977 an der Yale Divinity School und promovierte 1981 an der Emory University. Von 1981 bis 1991 lehrte er an der Yale University und von 1991 bis 2018 war er Professor an der Divinity School der Duke University. Zuletzt hatte er den Lehrstuhl der George Washington Ivey Professor of New Nestament inne. Er lehrte zudem an anderen Hochschulen in Australien, Europa, Hongkong, Israel, Japan, Neuseeland und Nordamerika.
Zu den ökumenischen Erfahrungen in seinem Leben zählte Hays neben der methodistischen Kirche William Sloane Coffin, dessen Einfluss ihn zum Pazifisten machte, Francis Schaeffer und eine kommunale mennonitische Hauskirchengemeinschaft, in der er mit seiner Frau mehrere Jahre lebte.
Richard Hays war ordinierter Geistlicher der United Methodist Church. Er predigte sowohl im ländlichen Mittleren Westen als auch an der Westminster Abbey in London. Er leitete die Section Pauline Epistles of the Society of Biblical Literature (deutsch: Bereich Paulusbriefe der Gesellschaft biblischer Literatur), das Ethikseminar für Neues Testament der Society for New Testament Studies (deutsch: Gesellschaft für neutestamentliche Studien) und einige theologische Zeitschriften.
2015 erhielt Hays die Diagnose Bauchspeicheldrüsenkrebs und unterzog sich Chemotherapie, Bestrahlung und Operation. Bei seiner Abschiedsrede anlässlich der Emeritierung 2018 thematisierte er die Erkrankung als ein Ereignis, bei dem er „dem Tod ins Gesicht gesehen habe“ und das bei ihm auch zu einer veränderten theologischen Wahrnehmung geführt habe.

## Lehre und Positionen
Hays hat viel zu den Evangelien, den Paulusbriefen und zur neutestamentlichen Ethik geforscht, gelehrt und publiziert. Er versuchte aufzuzeigen, wie innovativ die frühen Christen das Alte Testament interpretiert hatten. Das Neue Testament gebe tiefe Einblicke in die Theologie, Verkündigung und Diakonie der frühen Kirche.
Er sah sich als evangelikaler Theologe, lehnte aber die Lehre von der Irrtumsfreiheit der Schrift ab, da sie innere Spannungen der Bibeltexte verschleiere. Mit seiner Kollegin Ellen F. Davis stellte er 2004 neun Thesen zu einer guten Bibelauslegung vor:
1. Die Bibel erzählt wahrheitsgetreu die Geschichte von Gottes Taten in Schöpfung, Gericht und Rettung der Welt.
2. Die Bibel wird richtig verstanden im Licht der kirchlichen Rolle des Glaubens als stimmige und dramatische Erzählung.
3. Eine seriöse Auslegung der Bibel erfordert eine Auseinandersetzung mit der gesamten Erzählung: Das Neue Testament kann nicht losgelöst vom Alten Testament verstanden werden, und das Alte kann nicht losgelöst vom Neuen verstanden werden.
4. Die Bibeltexte haben nicht nur eine einzige Bedeutung, die auf die Absicht des ursprünglichen Autors beschränkt ist. In Übereinstimmung mit der jüdischen und christlichen Tradition bekräftigen wir, dass die Bibel mehrere komplexe Bedeutungen hat, die von Gott, dem Autor des ganzen Dramas, gegeben wurden.
5. Die vier kanonischen Evangelien erzählen die Wahrheit über Jesus Christus.
6. Eine seriöse Bibelauslegung lädt zur Teilnahme an der durch Gottes Erlösungshandeln ins Leben gerufenen Gemeinschaft – der Kirche – ein und setzt diese voraus.
7. Die Heiligen der Kirche bieten Anleitung zur Auslegung und Umsetzung der Bibel.
8. Für Christen ist es notwendig, die Bibel im Dialog mit verschiedenen anderen Menschen außerhalb der Kirche lesen.
9. Wir leben in der Spannung zwischen dem „schon“ und dem „noch nicht“ des Reiches Gottes; folglich ruft die Bibel die Kirche zu ständiger Unterscheidung auf, zu immer neuen Lesungen des Textes im Licht des fortlaufenden Wirkens des Heiligen Geistes in der Welt.

Einem weiteren Kreis bekannt wurde er 1986 durch seinen Artikel Relations Natural and Unnatural: A Response to John Boswell's Exegesis of Romans I, wo er John Boswells Auslegung als Musterbeispiel von Eisegese bezeichnete und Boswells historische Rekonstruktion in Frage stellte.
Hays vertrat entschieden die Ansicht, dass allen Menschen mit Liebe und Freundschaft zu begegnen sei. Dennoch war er der Meinung, dass die Bibel Homosexualität verurteilt. Das Kapitel Homosexualität in seinem Buch The Moral Vision of the New Testament beginnt er damit, dass seine Sicht durch die Diskussionen mit einem Freund geprägt ist, der 1990 an AIDS starb.  Das HI-Virus hatte dieser Freund durch Sex mit einem anderen Mann bekommen, bevor er für sich selbst entschied, auf den homosexuellen Lebensstil zu verzichten.

## Ehrungen
- Sein 1996 erschienenes Buch The Moral Vision of the New Testament: Community, Cross, New Creation wurde von Christianity Today als eines der 100 wichtigsten religiösen Bücher des 20. Jahrhunderts ausgewählt.[10]
- 2009 Ehrendoktor der Johann Wolfgang Goethe-Universität in Frankfurt.[11]

## Werke
- Echoes of Scripture in the Gospels, Baylor University Press, Waco 2016.
- Reading Backwards: Figural Christology and the Fourfold Gospel Witness, 2014.
- mit Stefan Alkier: Revelation and the Politics of Apocalyptic Interpretation, 2012.
- mit Beverly Roberts Gaventa: Seeking the Identity of Jesus: A Pilgrimage, 2008.
- mit Stefan Alkier und Leroy Huizenga: Die Bibel im Dialog der Schriften: Konzepte intertextueller Bibellektüre, A. Francke, Tübingen/Basel 2005, ISBN 978-3-7720-8098-2.
  - Reading the Bible Intertextually, Baylor University Press, 2009 (Übersetzung).
- mit Ellen F. Davis: The Art of Reading Scripture, 2003.
- The Faith of Jesus Christ: The Narrative Substructure of Galatians 3:1-4:11, William B. Eerdmans Publishing Company, Grand Rapids 2002 (2. Auflage).
- The Conversion of the Imagination: Scripture and Eschatology in 1 Corinthians, in: New Testament Studies 45, 1999 und 2005, S. 391–412.
- First Corinthians, Interpretation Commentaries, Westminster/John Knox, Louisville 1997.
- The Moral Vision of the New Testament: Community, Cross, New Creation, HarperSanFrancisco, San Francisco 1996.
- Echoes of Scripture in the Letters of Paul, Yale University Press, New Haven 1989.